# کارت گودوین
کارت گودوین (به انگلیسی: Carte Goodwin) سناتور سابق عضو حزب دموکرات ایالات متحده آمریکا بود. وی در سال ۲۰۱۰ میلادی سناتور ایالت ویرجینیای غربی در سنای ایالات متحده آمریکا بود.